# آغي فاهرينهولتز
آغي فاهرينهولتز (بالدنماركية: Aage Fahrenholtz)‏ (8 مارس 1901 – 21 أغسطس 1990) هو ملاكم دنماركي راحل، مثّل بلاده في الألعاب الأولمبية الصيفية 1928.

## وصلات خارجية
آغي فاهرينهولتز على موقع اللجنة الأولمبية الدولية (الإنجليزية)
- آغي فاهرينهولتز على موقع أوليمبيديا (الإنجليزية)